# Lamplughsaura
Lamplughsaura és un gènere de sauropodomorf que visqué a principis del Triàsic de l'Índia. L. dharmaramensis n'és l'espècie tipus.